# Hoek (Zelanda)
Hoek es una localidad del municipio de Terneuzen, en la provincia de Zelanda (Países Bajos). Está situada unos 22 km al sureste de Flesinga.
Hasta 1970 poseyó municipio propio.

## Referencias

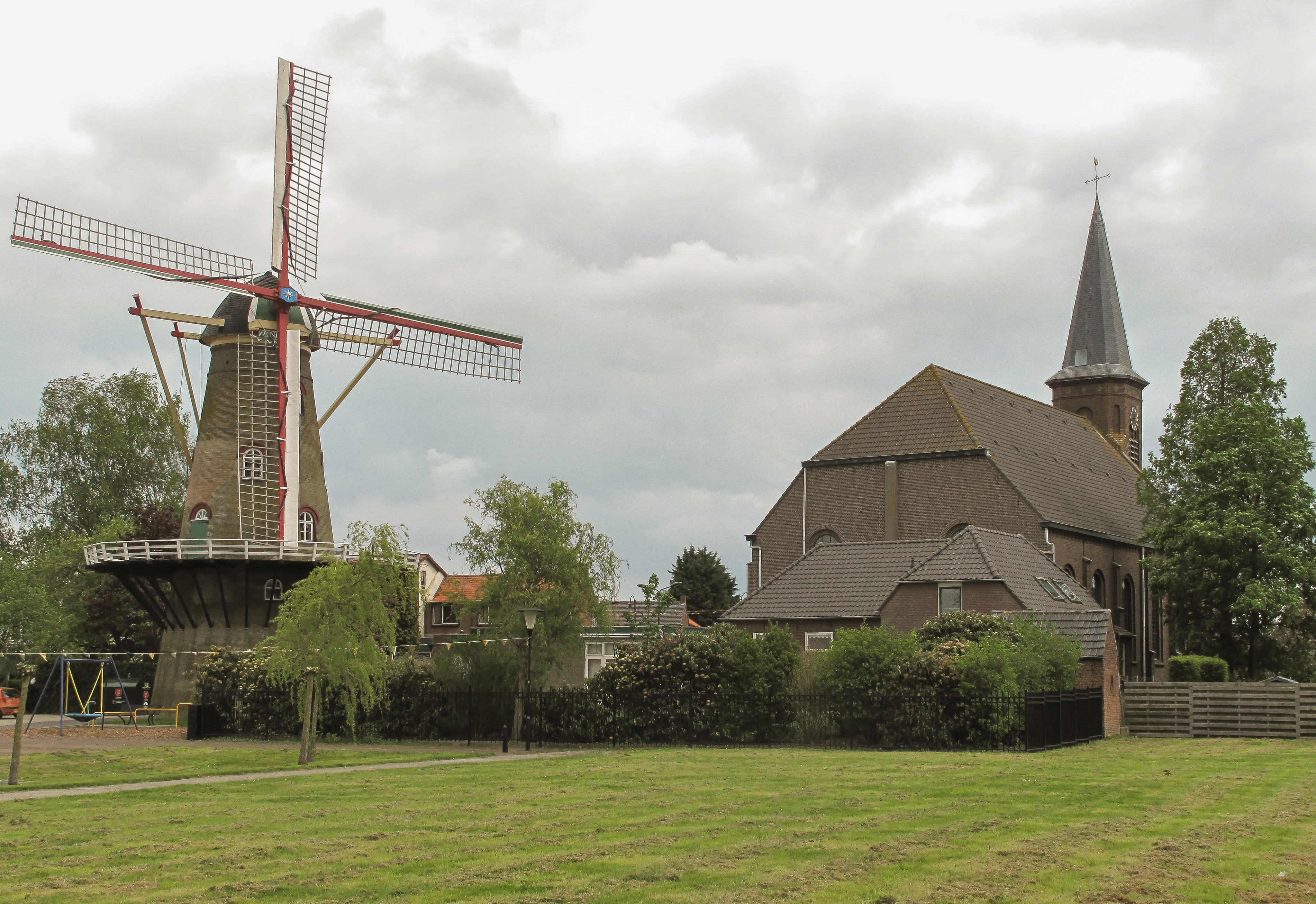
El molino y la iglesia